# Makerfield (circonscription britannique)

Makerfield dans le Grand Manchester.

La circonscription de Makerfield  est une circonscription électorale anglaise située dans le Grand Manchester et représentée à la Chambre des communes du Parlement britannique.